# Революційні збройні сили Колумбії
Революційні збройні сили Колумбії — Армія Народу (ісп. Fuerzas Armadas Revolucionarias de Colombia – Ejército del Pueblo) — ліва колумбійська повстанська організація, відома також під назвою «ФАРК» від абревіатури повної назви організації (FARC). Низка країн, таких як США, Канада, країни Європейської співдружності та більшість латиноамериканських країн вважають ФАРК терористичною організацією. Куба і Венесуела, натомість, вважають таку класифікацію несправедливою і наполягають, що ця організація — партизанська військова сила.

## Історія створення
Організація була сформована у 1960-х роках, як військове крило Комуністичної партії Колумбії. Хоча спочатку ФАРК дійсно виступала, як партизанське ліворадикальне з'єднання, пізніше у 1980-х почала також займатися наркоторгівлею і викраденням заручників. Така протиправна діяльність суперечила багатьом нормам, у тому числі і Женевській конвенції. Ця практика її діяльності засуджувалася також і комуністичною партією, що призвело до розриву ФАРК з компартією Колумбії. У 1990-х була заснована окрема Підпільна комуністична партія Колумбії, яка є ідеологічним крилом ФАРК.

## Діяльність
Підрозділи ФАРК знаходяться здебільшого у південно-східних провінціях країни, у джунглях підніжжя Андів, на близько 20 % території Колумбії. Точних даних про чисельність організації не існує — за різними оцінками кількість бійців коливається від 8000 до 18000. 
У 1993 році з'явилася елітний підрозділ ФАРК.
З приходом до влади уряду президента Альваро Урібе війська Колумбії за технічної та фінансової підтримки США вели дуже успішну кампанію проти повстанців. У березні 2008 р. було вбито другого за значимістю лідера організації. За даними уряду Колумбії, останнім часом організації було завдано відчутних ударів і її кількість зменшилася до близько 6000 чоловік.
Найбільшу увагу організація привертає до себе завдяки великій кількості заручників, яку вона утримує. За кількістю викрадених людей ФАРК лідирує в Колумбії. Заручників беруть переважно для отримання викупу і як інструмент впливу на уряд країни. Декілька провідних міжнародних організацій і політиків, таких як Уґо Чавес намагалися умовити ФАРК звільнити заручників. Повстанці також беруть участь у торгівлі наркотиками та зброєю, переважно для фінансування своєї діяльності. ФАРК також брала відповідальність за терористичні акти, вибухи в містах країни та вбивства політиків.
В листопаді 2011 року лідером FARC став Родріґо Лондоньйо-Ечеверрі, після того як попередній лідер Альфонсо Кано (63 роки), був убитий в бою колумбійською армією.
За правління Хуан Мануель Сантос у 2017 р. було нарешті досягнуто угоди про припинення громадянської війни. 
У 2021 році було ліквідовано останніх впливових дисидентів із елітного підрозділу ФАРК (Ернан Даріо Веласкес, Санктріч, Романья, Маркес).